# Tarbisu
Tarbisu (akad. Tarbiṣu) – starożytne miasto w Asyrii, leżące ok. 5 kilometrów na północ od Niniwy, za czasów panowania dynastii Sargonidów (722-612 p.n.e.) będące siedzibą asyryjskich następców tronu. Obecnie stanowisko archeologiczne Tell Sherif Khan w północnej części prowincji Niniwa w Iraku.

## Wykopaliska
Stanowisko Tell Sherif Khan przebadał jako pierwszy w 1850 roku Austen Henry Layard, a następnie w 1852 roku Henry Rawlinson. Wśród odkrytych tu wówczas zabytków znalazły się dwie kamienne płyty z inskrypcjami asyryjskiego króla Asarhaddona (680-669 p.n.e.), których odczytanie pozwoliło zidentyfikować to stanowisko z miastem Tarbisu. W 1968 roku prace wykopaliskowe na stanowisku rozpoczął zespół archeologów irackich z Uniwersytetu w Mosulu pod kierunkiem Amera Suleimana, którym udało się odkryć i w dużej części przebadać pozostałości pałacu, mającego - według inskrypcji Asarhaddona - pełnić funkcję „domu sukcesji” (akad. bīt redûti).

## Dzieje miasta
Niemal wszystkie nasze informacje o Tarbisu pochodzą z okresu panowania asyryjskich władców z dynastii Sargonidów. W okresie tym pełniło ono szczególną rolę, gdyż to tu znajdował się „dom sukcesji” (akad. bīt redûti), czyli kompleks budowli o charakterze pałacowym w którym przygotowywano następcę tronu asyryjskiego do sprawowania władzy w państwie. Tu stopniowo wprowadzano go w sprawy królestwa i powierzano mu coraz ważniejsze urzędy administracyjne i wojskowe. Wiadomo, iż w bīt redûti w Tarbisu zamieszkiwał przed objęciem tronu Sennacheryb (704-681 p.n.e.). Do jego obowiązków jako następcy tronu należało gromadzenie informacji z prowincji i terenów nadgranicznych i przekazywanie ich ojcu, Sargonowi II (722-705 p.n.e.), by ten w oparciu o nie mógł podejmować właściwe decyzje. W bīt redûti urodził i wychował się Asarhaddon, syn Sennacheryba. Po objęciu tronu asyryjskiego i wybraniu na swego następcę Aszurbanipala (669-627? p.n.e.) Asarhaddon rozkazał przebudować i powiększyć pałac w Tarbisu:   
„Ja Asarhaddon, wielki król, potężny król, król świata, król Asyrii, zarządca Babilonu, król Sumeru i Akkadu, król królów Egiptu, Paturisu i Kusz, pałac w mieście Tarbisu będący rezydencją Aszurbanipala, następcy tronu należącego do bīt redûti, mego syna, wzniosłem i ukończyłem”
Sam Aszurbanipal w jednej ze swych inskrypcji podkreśla, iż jako następca tronu otrzymał w bīt redûti wszechstronne wykształcenie:
„Radośnie i uroczyście wkroczyłem do bīt redûti, dostojnego miejsca, królewskiego centrum, w którym Sennacheryb, ojciec ojca, mój stwórca, ćwiczył sprawowanie władzy książęcej i królewskiej, miejsca, w którym Asarhaddon, mój ojciec, mój stwórca, urodził się, wychował i ćwiczył sprawowanie władzy królewskiej nad Asyrią, panował nad wszystkimi książętami, powiększał rodzinę, zbierał (swych) krewnych i rodzinę, i w którym ja, Aszurbanipal, posiadłem mądrość boga Nabu, nauczyłem się sztuki pisania od wszystkich ekspertów, stosowałem się do ich instrukcji, nauczyłem się strzelaĉ z łuku, jeździć konno i rydwanem”
Poza „domem sukcesji” w Tarbisu znajdowała się również wzniesiona przez Sancheryba świątynia E-meslam poświęcona bogu świata podziemnego Nergalowi.
Miasto przetrwało do końca istnienia imperium asyryjskiego, kiedy to - jak podaje jedna z babilońskich kronik - w dwunastym roku panowania babilońskiego króla Nabopolassara (614-613 p.n.e.) zdobyte zostało przez Medów.